# Thalassinidea
Thalassinidea é uma infraordem de crustáceos popularmente chamados de "corruptos" são particularmente difíceis de se posicionar entre os decápodes. Algumas vezes eles são agrupados com os lagostins e a lagosta norte-americana (Astacidea) e outras vezes com os ermitões e afins (Anomura). Esses decápodes apresentam um abdômen simétrico e achatado dorso-ventralmente, terminando posteriormente em um leque caudal bem desenvolvido. A carapaça é ligeiramente comprimida lateralmente, e as brânquias são do tipo tricobrânquias. Os primeiros dois pares de pereópodes são quelados, sendo geralmente o primeiro muito mais desenvolvido.
Muitos desses animais são cavadores marinhos ou vivem em restos de formações coralinas. Geralmente eles têm uma cutícula fina e levemente esclerotizada, mas alguns (por exemplo, representantes da família Axiidae) apresentam um exoesqueleto mais espesso e semelhante ao de lagostas na aparência.
Os talassinídeos freqüentemente ocorrem em imensas colônias na região entremarés de praias com declive suave, onde a abertura de suas galerias forma um padrão característico na superfície do sedimento.
São popularmente conhecidos como "Corruptos".